# امانوئل (فیلم)
این فیلم اقتباسی از کتاب امانوئل (رمان) است.
امانوئل (فرانسوی: Emmanuelle‎) فیلمی در ژانر درام، رومانتیک و شهوانی به کارگردانی ژوست ژکین محصول ۱۹۷۴ فرانسه است. از بازیگرانی که در این فیلم به ایفای نقش پرداخته‌اند، می‌توان به سیلویا کریستل، آلن کنی، دنیل سارکی، کریستین بواسون، ماریکا گرین، جین کلتن اشاره کرد.
امانوئل در اولین اکرانش و سال‌ها بعد، با استقبال متفاوت تری از سوی منتقدان مواجه شد. این فیلم در اولین اکران خود در فرانسه یکی از پردرآمدترین فیلم‌های فرانسوی بود. کلمبیا پیکچرز هم نسخه اصلی و هم یک نسخه دوبله انگلیسی را در ایالات متحده به صورت تئاتری منتشر کرد؛ که منجر به تبدیل شدن به اولین فیلم درجه «ایکس» منتشر شده توسط این شرکت، گردید. این فیلم در اروپا، ایالات متحده و آسیا محبوبیت زیادی داشت؛ و چندین دنباله سینمایی دیگر به همین نام برای آن ساخته شد.

## داستان
«امانوئل» برای ملاقات با همسر دیپلماتش «ژان» به بانکوک پرواز می‌کند. امانوئل از ژان می‌پرسد که آیا در زمانی که در پاریس بود، معشوقه دیگری داشته‌است؟ که او پاسخ منفی می‌دهد. پس از شنا، امانوئل به یک دختر جوان زیبا به نام «ماری آنژ» نزدیک می‌شود و از او می‌خواهد در خانه خود ملاقاتش کند. ماری آنژ به خانه می‌رسد و امانوئل را در حال خواب می‌بیند و از موقعیت استفاده می‌کند، تا بدن او را حس کند. امانوئل از خواب بیدار می‌شود و با هم به بیرون می‌روند، جایی که ماری آنژ از امانوئل می‌پرسد که آیا عکسی از خود و ژان در حال معاشقه دارد یا خیر. پس از اینکه امانوئل پاسخ نمی‌دهد، ماری آنژ یک مجله فرانسوی با عکسی از بازیگر آمریکایی پل نیومن می‌گیرد و در مقابل امانوئل شروع به خودارضایی می‌کند. امانوئل به ماری آنژ اعتراف می‌کند که هیچوقت در پاریس به شوهرش خیانت نکرده‌است، اما در پرواز بانکوک با دو غریبه رابطه جنسی داشته‌است. امانوئل نیز در حالی خاطراتش را بازگو می‌کند شروع به خودارضایی می‌کند. در شب، امانوئل به ژان در مورد عدم شرمندگی ماری آنژ می‌گوید، که منجر به تشویق ژان به دنبال کردن دوستی با او می‌شود. روز بعد در یک مهمانی، ماری آنژ امانوئل را به یکی از عاشقانش که مردی مسن به نام «ماریو» است، معرفی می‌کند. امانوئل یک باستان‌شناس فرانسوی به نام «بی» را می‌بیند که خارج از بیشتر دورهمی‌ها است و با «بی» گفتگوی خصوصی برقرار می‌کند و یک دستبند به او هدیه می‌دهد. پس از اصرار امانوئل، «بی» از او می‌خواهد که ساعت ۲ بعد از ظهر با او در کلانگ ملاقات کند. امانوئل با «بی» در محل ملاقات می‌کند؛ و او بی علاقه به امانوئل نیست. او سعی می‌کند دستبند را پس بدهد؛ اما امانوئل از پس گرفتن آن امتناع می‌کند. امانوئل که دلسرد نشده سوار جیپ «بی» می‌شود و با هم به سمت محل باستان‌شناسی حرکت می‌کنند. در همین حال، ژان از اینکه امانوئل بدون اطلاع او را ترک کرده‌است عصبانی است و مشکوک است که همبازی اسکواش یعنی «آریان» پشت قضیه است. آریان به او می‌گوید که تنها چیزی که او می‌تواند به امانوئل بدهد، رابطه جنسی تسلی بخش است. امانوئل و «بی» پس از یک اسب سواری به آبشاری می‌رسند و مدتی را در آنجا سپری می‌کنند. سپس به محل حفاری می‌روند؛ که امانوئل حواس «بی» را از کارش پرت می‌کند. و با یکدیگر به لز می‌پردازند، اما پس از آن، «بی» از امانوئل می‌خواهد که آنجا را ترک کند. امانوئل در حالی که اشک می‌ریزد به خانه برمی گردد و احساس تحقیر می‌کند. ژان به خانه برمی گردد و او را پیدا می‌کند. او سعی می‌کند امانوئل را دلداری دهد و به او پیشنهاد می‌کند که معشوقه دیگری بگیرد. روز بعد امانوئل و آریان سعی می‌کنند اسکواش بازی کنند اما با هم بحث می‌کنند. آریان از رابطه جنسی امانوئل با «بی» حسادت می‌کند، زیرا امیدوار بود اولین معشوقه زن امانوئل باشد، در حالی که امانوئل هم از داشتن رابطه جنسی ژان با آریان ناراضی است. با هم مشاجره می‌کنند. امانوئل با «ماریو» ملاقات می‌کند و می‌گوید که در سن او عشق ورزی آنقدر دشوار می‌شود که هر مردی که قادر به انجام آن باشد باید هنرمند باشد. پس از مشورت با ژان، امانوئل با ماریو برای شام قرار ملاقات می‌گذارند.
«ماریو به امانوئل می‌گوید که تک همسری به زودی از بین خواهد رفت و او باید بیاموزد که به جای احساس گناه یا درگیری با عقل، اجازه دهد شهوت او را در رابطه با رابطه جنسی راهنمایی کند؛ و او را به سطوح بیشتری از لذت برساند.»
برای القای این درس، ماریو او را به یک بزم تریاک می‌برد؛ و درحالیکه ماریو او را تماشا می‌کند، با مرد ناشناسی همبستر می‌شود. ماریو سپس امانوئل را به رینگ بوکس برده و در آنجا با دو مرد جوان صحبت می‌کند تا برای حق داشتن رابطه جنسی با امانوئل با یکدیگر مبارزه کنند. ماریو به امانوئل می‌گوید که از آن دو یک مرد مورد علاقه اش را انتخاب کند. پس از مسابقه، با قدرت ذهن امانوئل، مرد منتخب او پیروز می‌شود و سپس به او اجازه می‌دهد با او رابطه جنسی داشته باشد. بعداً، امانوئل توسط ماریو از خواب بیدار می‌شود و به او می‌گوید لباسی بپوشد که پشت آن زیپ دارد و به ماریو اجازه می‌دهد فوراً او را برای برخورد جنسی بعدی‌اش از تن خارج کند. امانوئل اعتراض می‌کند که خسته است و از ماریو می‌پرسد که آیا خودش هرگز با او رابطه جنسی برقرار خواهد کرد؟ ماریو پاسخ می‌دهد که منتظر «امانوئل بعدی» است. فیلم با نشستن امانوئل پشت آینه و آرایش به پایان می‌رسد و امیدوار است که با پیروی از دستورات ماریو به سطوح بالاتری از لذتی برسد، که او وعده داده‌است.